# واهه قالومیان
واهه ولودیمری قالومیان (ارمنی: Վահե Վոլոդյայի Ղալումյան؛ زادهٔ ۲۱ ژوئیهٔ ۱۹۷۵) یک سیاستمدار اهل ارمنستان است که از تاریخ ۲۰۱۹ تا کنون سمت نمایندگی دوره‌های هفتم و هشتم مجلس ملی جمهوری ارمنستان را برعهده دارد.

## زندگی‌نامه
در ۲۱ ژوئیهٔ ۱۹۷۵ در ایجوان به دنیا آمد و از دانشگاه دولتی ایروان فارغ‌التحصیل شد. 

## یادداشت
1. ↑  ՀՀ Ազգային ժողովի տարածքային կառավարման և տեղական ինքնակառավարման հարցերի մշտական հանձնաժողովի նախագահ